# John Amdisen
John Amdisen est un footballeur danois né le 8 juillet 1934 et mort le 14 janvier 1997. Il évoluait au poste de défenseur.

## Biographie

### En club
Il joue entre 1955 et 1963 dans le club de l'AGF Århus, remportant quatre titres de champion et quatre Coupes du 

### En équipe nationale
International danois, il reçoit 9 sélections en équipe du Danemark entre 1955 et 1961. 
Il joue son premier match en équipe nationale le 13 mars 1955 contre les Pays-Bas et son dernier le 28 mai 1961 contre l'Allemagne de l'Est.
Il fait partie du groupe danois lors de l'Euro 1964.

## Carrière
- 1955-1963 :  AGF Århus

## Palmarès
Avec l'AGF Århus :
- Champion du Danemark en 1955, 1956, 1957 et 1960
- Vainqueur de la Coupe du Danemark en 1955, 1957, 1960, 1961 et 1965